# Двумерное пространство
Двуме́рное простра́нство (иногда говорят двухме́рное пространство) — геометрическая модель плоской проекции физического мира. Двумерным пространством считается {\displaystyle n}-мерное пространство, где {\displaystyle n=2}.
Примером двумерного пространства является плоскость (двумерное евклидово пространство). Точки данного пространства возможно задать всего двумя числами: {\displaystyle x,y}, называемыми на евклидовой плоскости абсциссой и ординатой. Плоские объекты характеризуются не только длиной, но и шириной, в отличие от одномерных.
Другие поверхности трёхмерного евклидова пространства, кроме плоскости, могут быть рассмотрены как двумерные неевклидовы пространства.

## Геометрия двумерного пространства

### Многогранники
В двумерном пространстве существует бесконечно много правильных многогранников: правильные многоугольники. Примеры последних приведены ниже:

#### Выпуклые
Символ {\displaystyle {p}} (символ Шлефли) обозначает правильный {\displaystyle p}-угольник.
| Название      | треугольник (2-симплекс) | квадрат (2-куб и 2-октаэдр) | пятиугольник (2-додекаэдр и 2-икосаэдр) | шестиугольник          | семиугольник           | восьмиугольник         |                       |
| ------------- | ------------------------ | --------------------------- | --------------------------------------- | ---------------------- | ---------------------- | ---------------------- | --------------------- |
| Символ Шлефли | {\displaystyle \{3\}}    | {\displaystyle \{4\}}       | {\displaystyle \{5\}}                   | {\displaystyle \{6\}}  | {\displaystyle \{7\}}  | {\displaystyle \{8\}}  |                       |
| Вид           |                          |                             |                                         |                        |                        |                        |                       |
| Название      | девятиугольник           | десятиугольник              | одиннадцатиугольник                     | двенадцати- угольник   | тринадцати- угольник   | четырнадцати- угольник |                       |
| Символ Шлефли | {\displaystyle \{9\}}    | {\displaystyle \{10\}}      | {\displaystyle \{11\}}                  | {\displaystyle \{12\}} | {\displaystyle \{13\}} | {\displaystyle \{14\}} |                       |
| Вид           |                          |                             |                                         |                        |                        |                        |                       |
| Название      | пятнадцати- угольник     | шестнадцати- угольник       | семнадцатиугольник                      | восемнадцати- угольник | девятнадцати- угольник | двадцатиугольник       | n-угольник            |
| Символ Шлефли | {\displaystyle \{15\}}   | {\displaystyle \{16\}}      | {\displaystyle \{17\}}                  | {\displaystyle \{18\}} | {\displaystyle \{19\}} | {\displaystyle \{20\}} | {\displaystyle \{n\}} |
| Вид           |                          |                             |                                         |                        |                        |                        |                       |

### Гиперсфера
Гиперсферой в двумерном пространстве является окружность, которую иногда называют 1-сфера, потому что её поверхность является одномерной. Площадь части плоскости, заключённой внутри гиперсферы (площадь круга) равна:
{\displaystyle A=\pi r^{2}},
где {\displaystyle r} — радиус окружности.

## Системы координат в двумерном пространстве
Наиболее распространённые координатные системы в двумерном евклидовом пространстве — прямоугольная (декартова) система координат и полярная система координат. На 2-сфере используется географическая координатная система.
- Прямоугольная система координат
- Полярная система координат
- Географические координаты